# Physalis patula
Physalis patula är en potatisväxtart som beskrevs av Philip Miller. Physalis patula ingår i släktet lyktörter, och familjen potatisväxter. Inga underarter finns listade i Catalogue of Life.